# Tinum
Tinum est une municipalité du sud-est du Mexique située dans l'état du Yucatán. C'est là que se trouve la cité maya de Chichén Itzá.

## Histoire

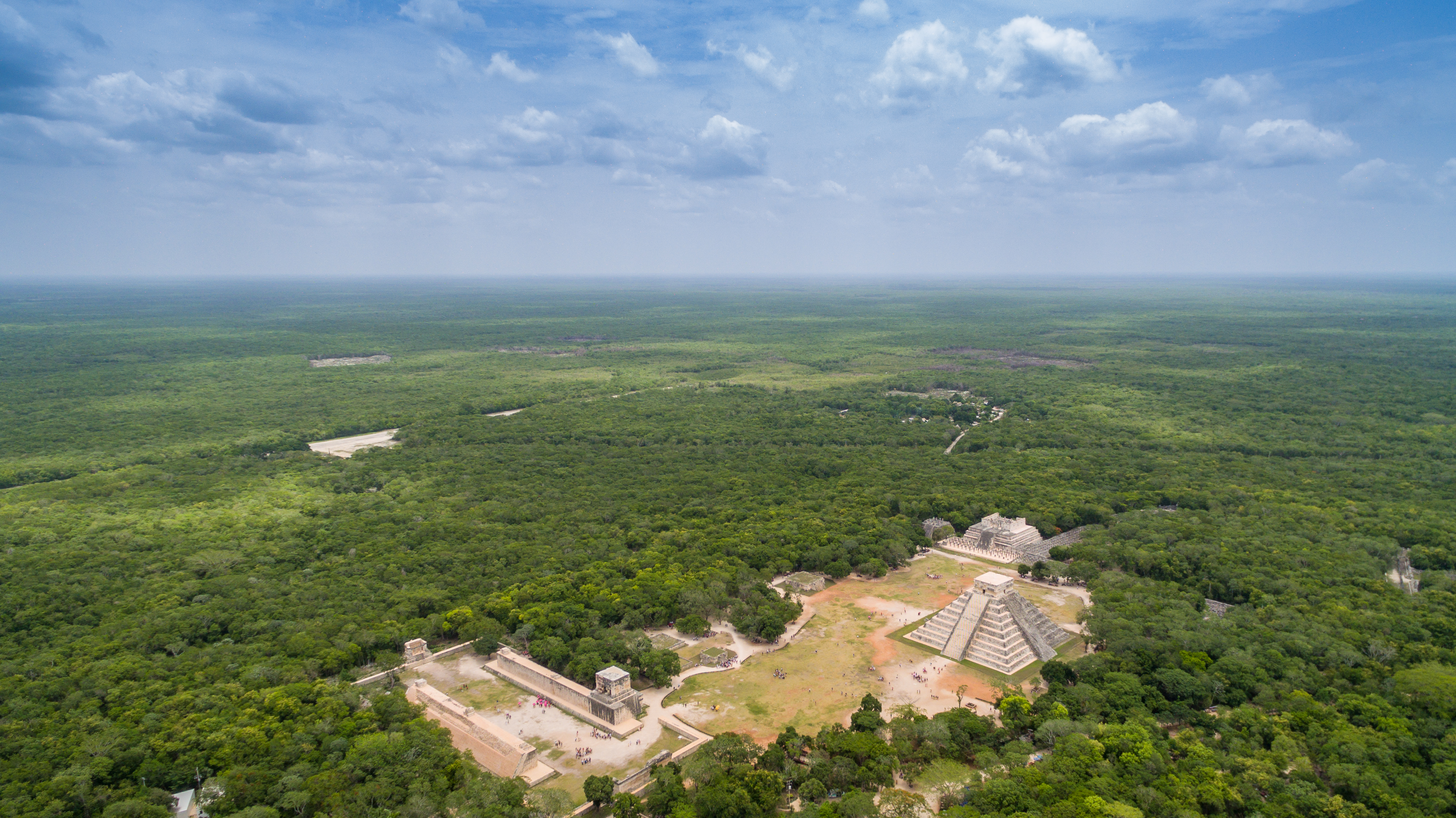
Vue aérienne du site de Chichén Itzá.

Tinum a été élevée au rang de municipalité en 1918.